# Распутье (Пуховичский район)
Распутье (бел. Распу́цце) — деревня в Пуховичском районе Минской области Республики Беларусь. Входит в состав Новопольского сельсовета.

## География
Расположена в 45,5 км на северо-запад от Марьиной Горки, 58,5 км от Минска, 20,5 км от железнодорожной станции Руденск на линии Минск — Осиповичи.
Находится над болотистыми урочищами Комаровщина и Коты. Альтернативное название в конце XIX в. — Заболотье.

## Этимология
Названа по местности, где расположено поселение.

## История
До крестьянской реформы 1861 года принадлежала к домену Дудичи Ельских, а с 1857 года к домену Замостье Александра Ельского. Кроме земледелия крестьяне занимались бондарством, столярством, изготовлением деревянной посуды, торговали изделиями на ярмарках в Дудичах.
В 1908 году деревня в Дудичской волости Игуменского уезда Минской губернии. Распутье вместе с соседним Теребелем составляло одну сельскую общину.
С конца февраля 1918 года территория оккупирована войсками Германской империи. 25 марта 1918 года согласно Третьей Уставной грамоте волость провозглашена частью Белорусской Народной Республики. В декабре 1918 года занята Красной Армией, с 1 января 1919 года в соответствии с постановлением I съезда КП(б) Беларуси она вошла в состав Советской Белоруссии, с 27 февраля 1919 года — в ЛитБел ССР. Во время польско-советской войны в августе 1919—июле 1920 годов под оккупацией Польши (Минский округ ГУУЗ).
С 31 июля 1920 года в Белорусской ССР. В 1921 году открыта трудовая школа I ступени, в которой в 1922 году было 30 учеников.
Во Вторую мировую войну с конца июня 1941 года до начала июля 1944 года под оккупацией Германии. В окрестностях деревни действовала советская партизанская бригада «Беларусь». В 1943 году в ходе карательной операции немецкие войска сожгли деревню, убили 1 жителя. После войны деревня была восстановлена.
В 1960 году имела статус посёлка.

## Население

### Численность
- 2019 год — 14 жителей

### Динамика
- Нач. XIX в. — 7 дворов, 37 жителей
- 1897 год — 36 дворов, 217 жителей
- 1908 год — 38 дворов, 275 жителей[3]
- 1917 год — 37 дворов, 256 жителей
- 1940 год — 28 дворов, 78 жителей
- 1999 год — 14 жителей (перепись населения)
- 2002 год — 7 дворов, 9 жителей
- 2009 год — 6 жителей (перепись населения)[3]
- 2012 год — 5 хозяйств, 9 жителей
- 2019 год — 14 жителей (перепись населения)

## Улицы
- Дачная
- Центральная

## Достопримечательность
- Братская могила советских партизан, погибших во Второй мировой войне